# Giovanni Palatucci

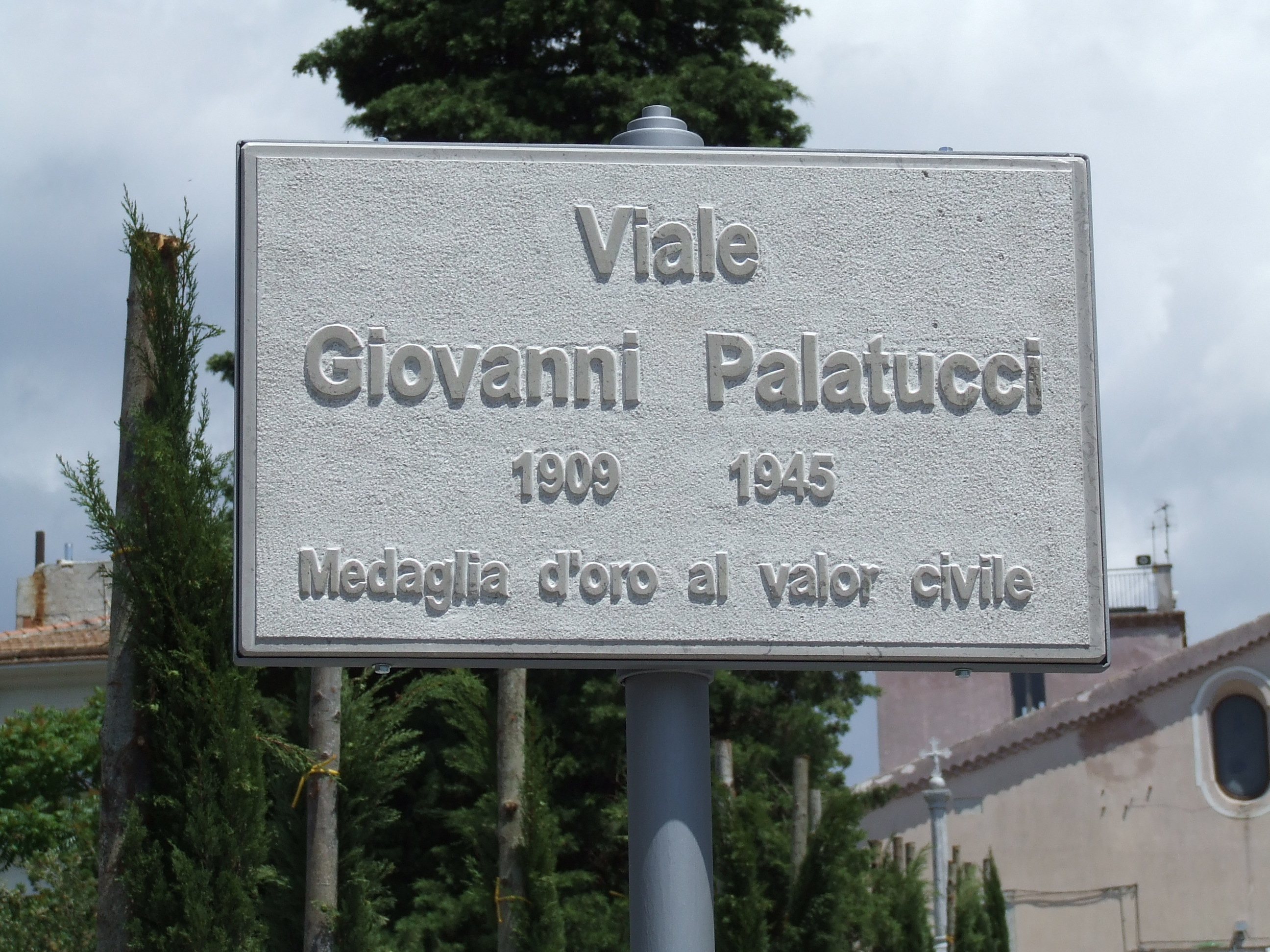
Nach Palatucci benannte Gasse in Caggiano

Giovanni Palatucci (* 31. März 1909 in Montella; † 10. Februar 1945 im Konzentrationslager Dachau) war ein italienischer Polizeibeamter und Kommissar für Öffentliche Sicherheit. 

## Leben
1930 leistete Giovanni Palatucci seinen Wehrdienst als Offiziersanwärter bei Moncalieri. Als Mitglied der Faschistischen Partei studierte er in Turin Rechtswissenschaften und schloss das Studium 1932 mit Diplom ab. 1936 wurde er als freiwilliger Vizekommissar für Öffentliche Sicherheit angestellt. Ein Jahr später wurde er an das Polizeipräsidium im damals italienischen Fiume (heute Rijeka) in Istrien versetzt, wo ihm zunächst das Fremdenbüro unterstellt war. Danach wurde er zum Kommissar und Polizeipräsidenten ernannt.
Am 13. September 1944 wurde Palatucci wegen Hochverrats und Unterschlagung verhaftet und zusammen mit anderen italienischen Polizisten aus Fiume und Triest, die ebenfalls des Verrats und der Veruntreuung beschuldigt wurden, in das Konzentrationslager Dachau deportiert, wo er während der Typhusepidemien am 10. Februar 1945 starb, bevor das Lager am 29. April 1945 von den Alliierten befreit wurde.

## Ehrungen

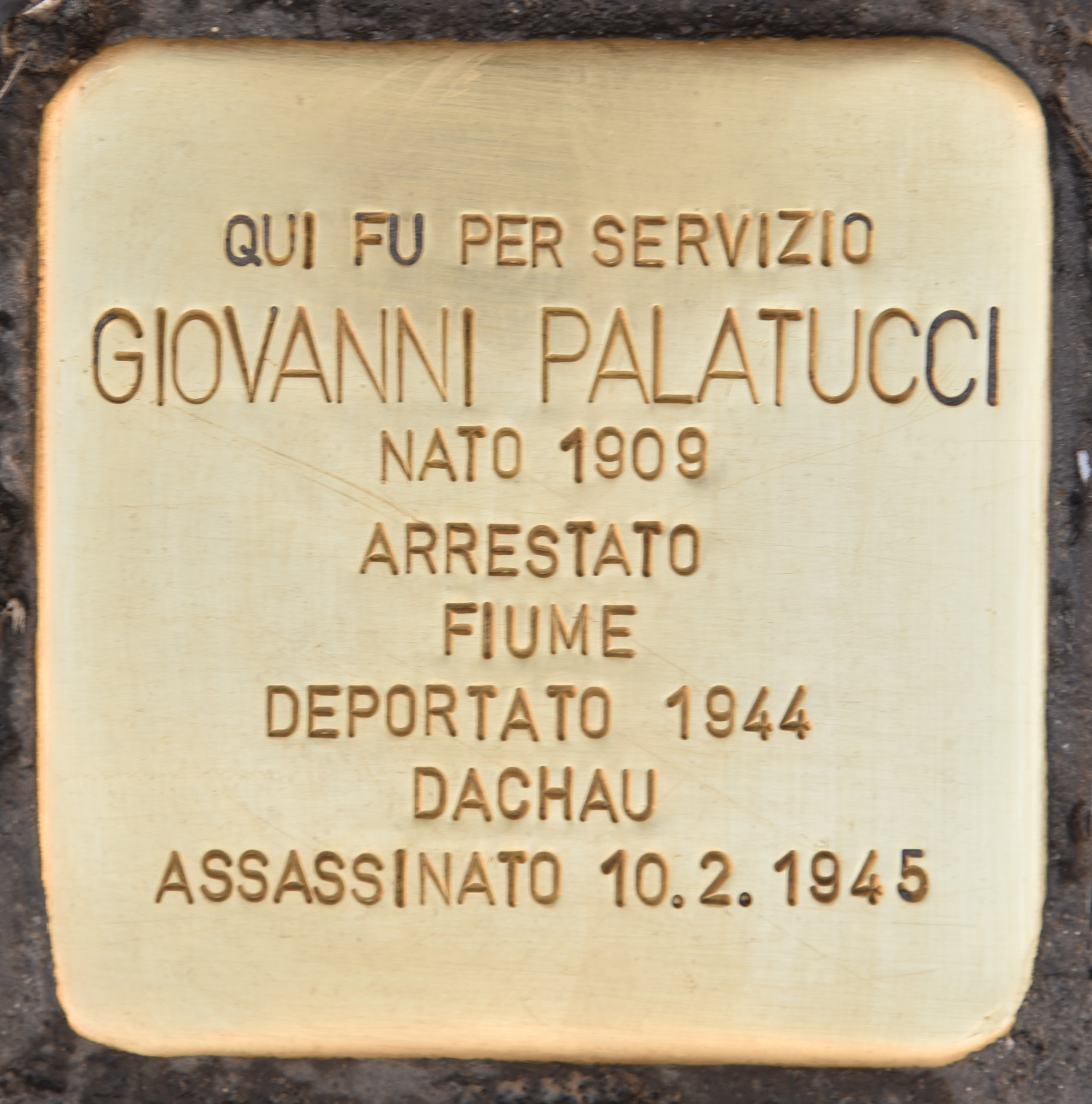
Stolperstein in Triest

1990 wurde Giovanni Palatucci von der israelischen Holocaustgedenkstätte Yad Vashem in das Verzeichnis der Gerechten unter den Völkern aufgenommen. Am 15. Mai 1995 wurde er von der italienischen Regierung mit der zivilen Verdienstmedaille in Gold ausgezeichnet.
Am 21. März 2000 erließ das Vikariat von Rom ein Edikt zur Einleitung der Seligsprechung Giovanni Palatuccis. Anlässlich der ökumenischen Gedenkzeremonie vom 7. Mai 2000 ernannte ihn Papst Johannes Paul II. zum Märtyrer des 20. Jahrhunderts. 2004 wurde Patalucci vom Heiligen Stuhl zum ehrwürdigen Diener Gottes erhoben.